# Црква Богородице Пречисте
Црква Богородице Пречисте или Мала црква су рушевине и темељни остаци цркве, као дела комплекса манастира познатог као Митрополија. Комплекс се налази на излазу из Горњачке клисуре и стотинак метара од Велике цркве на мањем вештачки заравњеном платоу изнад Млаве. Црква и читав плато археолошки су истраживани од 1976. до 1981. године, а упоредо су рађени конзерваторско-рестаураторски радови на њеној заштити и презентацији.
Сама црква и цео комплекс представљају непокретно културно добро као споменик културе од великог значаја.

## Манастирска црква
Основа цркве је једнобројна са олтарском апсидом на истоку, споља тространом, а изнутра полукружном и дозиданом припратом на западу. Дужина цркве је 9,7m, а ширина 6,7m. Зидови су очувани до 1,6m висине, зидани су од тесаних квадера сиге, њихова дебљина је 0,7-0,93m. На зидовима су пронађени очувани делови живописа, а у наосу цркве четири надгробне плоче са натписима испод којих су били сахрањени ктитори Илија и Теодора, њихово двоје малолетне деце, затим Угљеша Десилалић, војвода деспота Стефана и Вука Лазаревића, Стефан Коувет, син челника деспота Стефана Вука Коувета, Вук Угљешић и његов син Стефан Угљешић. Овај породични маузолеј владара средњовековног Ждрела од изузетног је значаја за историјску науку јер је открио до тада непознате властелинске породице као и то да су двојица мушкараца из ових породица имала висок положај код деспота Стефана.
На основу резултата истраживања, црква је трајала најмање 120 година, односно од двадесетих година 14. века до 1452. године, када је обављен последњи укоп.